# Prisión de Swansea
La Prisión de Swansea (en inglés: HM Prison Swansea; en galés: Carchar Abertawe) es una prisión para hombres de la categoría B / C, que se encuentra en la zona Sandfields de Swansea, Gales en el Reino Unido. La prisión es operada por el Servicio de Prisiones de Su Majestad, y que se conoce coloquialmente como "la granja de Cox ', por un exgobernador. Swansea es una prisión victoriana construida entre 1845 y 1861 para reemplazar al ex centro penitenciario en el Castillo de Swansea. Tanto reclusos masculinos como femeninos fueron encarcelados allí hasta 1922, momento en el que todas las mujeres fueron trasladadas a la prisión de Cardiff.